# Санта-Клара (Техас)
Санта-Клара (англ. Santa Clara) — місто (англ. city) в США, в окрузі Гвадалупе штату Техас. Населення — 778 осіб (2020).

## Географія
Санта-Клара розташована за координатами 29°34′28″ пн. ш. 98°10′16″ зх. д. / 29.57444° пн. ш. 98.17111° зх. д. (29.574431, -98.171083).  За даними Бюро перепису населення США в 2010 році місто мало площу 6,27 км², уся площа — суходіл. В 2017 році площа становила 5,58 км², уся площа — суходіл.

## Демографія
Згідно з переписом 2010 року, у місті мешкало 725 осіб у 260 домогосподарствах у складі 208 родин. Густота населення становила 116 осіб/км².  Було 270 помешкань (43/км²).
Расовий склад населення:
| - 90,5 % — білих - 1,0 % — чорних або афроамериканців - 0,7 % — корінних американців - 0,3 % — вихідців з тихоокеанських островів - 0,3 % — азіатів - 5,1 % — осіб інших рас |

До двох чи більше рас належало 2,2 %. Частка іспаномовних становила 18,8 % від усіх жителів.
За віковим діапазоном населення розподілялося таким чином: 22,1 % — особи молодші 18 років, 63,3 % — особи у віці 18—64 років, 14,6 % — особи у віці 65 років та старші. Медіана віку мешканця становила 45,0 року. На 100 осіб жіночої статі у місті припадало 104,8 чоловіків;  на 100 жінок у віці від 18 років та старших — 103,2 чоловіків також старших 18 років.
Середній дохід на одне домашнє господарство  становив 89 485 доларів США (медіана — 81 518), а середній дохід на одну сім'ю — 81 595 доларів (медіана — 80 833). За межею бідності перебувало 7,0 % осіб, у тому числі 8,9 % дітей у віці до 18 років та 1,5 % осіб у віці 65 років та старших.
Цивільне працевлаштоване населення становило 322 особи. Основні галузі зайнятості: освіта, охорона здоров'я та соціальна допомога — 20,2 %, роздрібна торгівля — 13,4 %, мистецтво, розваги та відпочинок — 11,8 %, будівництво — 10,6 %.